# Dicaelotus confutator
Dicaelotus confutator är en stekelart som beskrevs av Diller 1987. Dicaelotus confutator ingår i släktet Dicaelotus och familjen brokparasitsteklar. Inga underarter finns listade i Catalogue of Life.